# Parti de l'union
Le Parti de l'union (en féroïen Sambandsflokkurin, également traduit par Parti unioniste) est un parti politique libéral des îles Féroé. Le parti souhaite maintenir l'union avec le Danemark. Depuis l'accession à l'autonomie des îles Féroé en 1948, le Parti de l'union a été au gouvernement pendant 35 ans et a occupé le poste de Premier ministre (Løgmaður) pendant plus de 20 ans. Son leader depuis 2015 est Bárður á Steig Nielsen.

## Histoire

### Fondation et premières décennies
Le Parti de l'union est le plus ancien parti féroïen. Sa fondation est annoncée dans le quotidien Dimmalætting le 18 août 1906. Le Dimmalætting restera l'organe officiel du parti jusqu'aux années 1990. Le prêtre Fríðrikur Petersen est élu comme premier président.  
La formation du parti a lieu en réponse aux courants nationalistes actifs dans les îles Féroé depuis la fin du XIXe siècle. En particulier, la demande du mouvement autonomiste de reconnaissance officielle de la langue féroïenne était quelque chose dont les fondateurs du Parti de l'union craignaient les conséquences négatives sur la position des îles Féroé dans le royaume danois. 
La préoccupation principale du parti, à savoir préserver le lien constitutionnel avec le Danemark, attire tant les libéraux que les conservateurs. Le Parti de l'union obtient donc dans un premier temps la majorité absolue des électeurs féroïens, tandis que le Parti de l'autogouvernement, qui est fondé peu de temps après en réaction à la création du Parti de l'union et qui vise l'autonomie des îles Féroé, reste minoritaire. Un équilibre des pouvoirs est établi entre la Première et la Seconde Guerre mondiale. 

### Après guerre
Plus tard, un système multipartite stable avec le système de coordonnées croisées gauche-droite/unioniste-séparatiste se développe. La part de vote du Parti de l'union se situe entre 19 et 29 % depuis 1945.
Lors du référendum du 14 septembre 1946, le Parti de l'union recommande le rejet de la séparation du Danemark. Le résultat peu clair - le oui à l'indépendance l'emporte de peu, mais le gouvernement danois ne reconnaît pas le résultat en raison du nombre de votes non valables - provoque une crise constitutionnelle qui ne peut être résolue que par le Statut d'autonomie de 1948. 
Le président du Parti de l'union depuis 1924, Andrass Samuelsen, forme le premier gouvernement des îles Féroé autonomes. Il démissionne alors de son poste de président du parti et est remplacé par Johan Poulsen. Le gouvernement d'Andrass Samuelsen est resté au pouvoir jusqu'en 1950, lorsque son collègue du parti, Kristian Djurhuus, prend la relève. Djurhuus a dû démissionner en 1958, mais redevient Premier ministre de 1968 à 1970. 
Dans les années 1970, la politique des îles Féroé est dominée par le social-démocrate Atli Dam, mais en 1981, Pauli Ellefsen du Parti de l'union devient chef du gouvernement. Ellefsen dirigeait le parti depuis 1974 et conserve ce poste jusqu'en 1990, date à laquelle Edmund Joensen prend la relève. Joensen et le Parti de l'union obtiennent de bons résultats électoraux après la crise financière aux îles Féroé de 1989 à 1995  et Joensen peut donc former un gouvernement en 1994. Aux élections législatives de 1998, cependant, le parti perd deux sièges et passe en quatrième position. Les unionistes doivent donc quitter le gouvernement et laisser la place à trois partis autonomistes (Parti du peuple, République et le Parti de l'autogouvernement). 

### XXIesiècle
Bien que le parti remporte les élections en 2002 sous la direction de Lisbeth L. Petersen, le parti n'entre pas au gouvernement.
Lors des élections de 2004, le Parti de l'union arrive en tête avec 23,7 % des voix et sept des 32 députés puis lors des élections suivantes, le 19 janvier 2008, il conserve le même nombre de sièges (avec 21 % des voix) mais est devancé par République. De 2008 à 2015, son chef de file Kaj Leo Johannesen dirige le gouvernement en coalition avec les sociaux-démocrates et les centristes.
Lors des élections législatives danoises de 2007, le parti obtient un des deux sièges féroïens du Folketing, le Parlement danois. En 2015, il perd ce siège au profit de République. Il le regagne en 2019 avec l’élection de Edmund Joensen.
Lors des élections générales de 2011, le Parti de l'union obtient 24,7 % des voix et 8 sièges sur 33. Le parti forme un gouvernement avec trois autres partis: le Parti du peuple, le Parti du centre et le Parti de l'autogouvernement. Ce dernier quitte le gouvernement en 2013.
Le 10 février 2014, le parti obtient un siège supplémentaire au Løgting, après que Gerhard Lognberg, élu au parlement en tant que représentant du Parti social-démocrate, ait rejoint le Parti de l'Union, trois mois après que Lognberg a été exclu du Parti social-démocrate en raison de certains désaccords, ce qui fait du Parti de l'Union le plus grand parti du parlement féroïen, avec le Parti du peuple.
Lors des élections générales du 20 septembre 2015, le Parti de l'union perd trois sièges après avoir été impliqué dans plusieurs scandales et doit entrer dans l'opposition.
Lors des élections générales de 2019, le Parti de l'union regagne un siège et revient au pouvoir en formant une coalition avec le Parti du peuple et le Parti du centre.

## Idéologie

### Question linguistique
Durant les premières décennies de son existence, le Parti de l'Union est opposé au féroïen comme langue officielle et lutte pour que le danois continue d'être utilisé dans les écoles, les églises et l'administration publique. Le parti attire donc un certain nombre d'enseignants, de membres du clergé et de fonctionnaires qui ont un intérêt naturel à défendre la position danoise, tandis que le Parti de l'autogouvernement reçoit le soutien de la plupart des élites culturelles. La question de la langue est restée la question politique la plus importante jusqu'à ce que le féroïen devienne la langue officielle de l'archipel en 1938. Depuis lors, le Parti de l'union a soutenu le féroïen comme langue principale, mais souhaite que le danois soit toujours enseigné parallèlement, tant à l'école primaire que secondaire.

## Résultats électoraux

### Élections au Løgting
| Année | %    | Rang | Sièges  | Gouvernement                                   |
| ----- | ---- | ---- | ------- | ---------------------------------------------- |
| 1906  | 62,4 | 1er  | 12 / 20 |                                                |
| 1908  | 66,1 | 1er  | 13 / 20 |                                                |
| 1910  | 72,2 | 1er  | 13 / 20 |                                                |
| 1912  | 52,3 | 1er  | 13 / 20 |                                                |
| 1914  | 52,7 | 1er  | 12 / 20 |                                                |
| 1916  | 37,8 | 1er  | 10 / 20 |                                                |
| 1918  | 50,2 | 2e   | 9 / 20  |                                                |
| 1920  | 58,4 | 1er  | 10 / 20 |                                                |
| 1924  | 58,6 | 1er  | 13 / 23 |                                                |
| 1928  | 46,0 | 2e   | 10 / 23 |                                                |
| 1932  | 50,1 | 1er  | 11 / 21 |                                                |
| 1936  | 33,6 | 2e   | 8 / 24  |                                                |
| 1940  | 32,2 | 1er  | 8 / 24  |                                                |
| 1943  | 28,3 | 2e   | 8 / 25  |                                                |
| 1945  | 24,4 | 2e   | 6 / 25  |                                                |
| 1946  | 28,6 | 2e   | 6 / 25  | Samuelsen (1948-1950)                          |
| 1950  | 27,3 | 2e   | 7 / 25  | Kristian Djurhuus I                            |
| 1954  | 26,0 | 1er  | 7 / 27  | Kristian Djurhuus II                           |
| 1958  | 23,7 | 3e   | 7 / 30  | Mohr Dam I                                     |
| 1962  | 20,3 | 3e   | 6 / 29  | Hákun Djurhuus                                 |
| 1966  | 23,7 | 2e   | 6 / 26  | Mohr Dam II (1966-1968), Kristian Djurhuus III |
| 1970  | 21,7 | 3e   | 6 / 26  | Dam I                                          |
| 1974  | 19,5 | 4e   | 5 / 26  | Opposition                                     |
| 1978  | 26,3 | 1er  | 8 / 32  | Opposition                                     |
| 1980  | 23,9 | 1er  | 8 / 32  | Ellefsen                                       |
| 1984  | 21,2 | 3e   | 7 / 32  | Opposition                                     |
| 1988  | 21,2 | 3e   | 7 / 32  | Opposition (1988-1989), Sundstein (1989-1990)  |
| 1990  | 18,9 | 3e   | 6 / 32  | Opposition                                     |
| 1994  | 23,4 | 1er  | 8 / 32  | Joensen                                        |
| 1998  | 18,0 | 4e   | 6 / 32  | Opposition                                     |
| 2002  | 26,0 | 1er  | 8 / 32  | Opposition                                     |
| 2004  | 23,7 | 1er  | 7 / 32  | Eidesgaard I (2004-2008), opposition (2008)    |
| 2008  | 23,7 | 2e   | 7 / 33  | Johannesen I                                   |
| 2011  | 24,7 | 1er  | 8 / 33  | Johannesen II                                  |
| 2015  | 18,8 | 4e   | 6 / 33  | Opposition                                     |
| 2019  | 20,4 | 3e   | 7 / 33  | Nielsen                                        |
| 2022  | 19,9 | 2e   | 7 / 33  |                                                |

## Présidents du parti
- Fríðrikur Petersen (1906-1917)
- Oliver Effersøe (1917-1924)
- Andrass Samuelsen (1924-1948)
- Johan Poulsen (1948-1970)
- Trygvi Samuelsen (1970-1974)
- Pauli Ellefsen (1974-1990)
- Edmund Joensen (1990-2001)
- Lisbeth L. Petersen (2001-2004)
- Kaj Leo Johannesen (2004-2015)
- Bárður á Steig Nielsen (depuis 2015)[7]